# Tamara Jenkins (piragüista)
Tamara Jenkins (Seattle, 20 de agosto de 1978) es una deportista estadounidense que compitió en piragüismo en la modalidad de aguas tranquilas. Ganó dos medallas en los Juegos Panamericanos de 1999.

## Palmarés internacional
| Juegos Panamericanos | Juegos Panamericanos | Juegos Panamericanos | Juegos Panamericanos |
| Año                  | Lugar                | Medalla              | Competición          |
| -------------------- | -------------------- | -------------------- | -------------------- |
| 1999                 | Winnipeg (Canadá)    | Medalla de plata     | K2 500 m             |
| 1999                 | Winnipeg (Canadá)    | Medalla de bronce    | K4 500 m             |